# Kenshi Yonezu
Kenshi Yonezu (米津 玄師 Yonezu Kenshi, * 10. März 1991 in Tokushima, Präfektur Tokushima) ist ein japanischer Rocksänger, Singer-Songwriter, Illustrator und Musikproduzent, der im Jahr 2009 seine musikalische Karriere unter dem Pseudonym Hachi (ハチ) begann.
Yonezu verkaufte in seiner Karriere rund vier Millionen Tonträger und mehr als sieben Millionen digitale Einheiten in Japan. Seine im Jahr 2022 veröffentlichte Single Kick Back erhielt ein Jahr später als erstes japanischsprachiges Lied überhaupt eine Goldene Schallplatte in den Vereinigten Staaten.
Er veröffentlichte bisher acht Alben – zwei davon als Hachi – sowie mehrere Singles, welche überwiegend in den japanischen Musikcharts einsteigen konnten.

## Leben und Wirken

### Privates
Kenshi Yonezu fiel es als Kind schwer, sich mit seinen Mitmenschen zu unterhalten, vor allem aber hatte er Schwierigkeiten, mit seinem Vater zu sprechen. Zu seiner Mutter hatte er als Kind ein gutes Verhältnis, da er sich von ihr verstanden fühlte. Im Alter von 20 Jahren wurde bei ihm eine besondere Form des Autismus (HFA) diagnostiziert.
Im Jahr 2006, als Yonezu das zweite Jahr der Mittelschule besuchte, gründete er mit seinem Schulfreund Hiroshi Nakajima die Band Late Rabbit Edda, in der er als Sänger, Songwriter und gelegentlich als Gitarrist aktiv war.

### Musikalische Anfänge
Seinen ersten Schritt in die Musikindustrie machte Yonezu im Jahr 2008, als er unter dem Pseudonym Hachi begann, eigens geschriebene Lieder auf der Videoplattform Nico Nico Douga zu veröffentlichen. Bis März des Jahres 2009 veröffentlichte er dort 24 Lieder, die dort allerdings allesamt unbemerkt blieben.
Nach seinem Abschluss an der Oberschule zog Yonezu nach Ōsaka, um dort an einer Kunsthochschule zu studieren. Während seiner Zeit an der Hochschule begann Yonezu erstmals Lieder mithilfe der Vocaloid-Gesangssoftware und der Stimmdatenbank Hatsune Miku zu arbeiten und veröffentlichte die mithilfe des Programms produzierten Lieder ebenfalls auf Nico Nico Douga. Sein im Jahr 2009 veröffentlichtes Vocaloid-Lied Musunde Hiraite Rasetsu to Mukuro war das erste Stück, welches auf der Plattform mehr als eine Million Aufrufe erreichte. Yonezu, der zwischenzeitlich mehr als 30 Lieder mit eigenem Gesang auf Nico Nico Douga veröffentlicht hatte, nahm diese von der Plattform herunter als sich herausstellte, dass seine Vocaloid-Lieder populärer waren.
Im Dezember des Jahres 2009 war sein Lied Clock Lock Works auf dem Exit-Tunes-Kompilationsalbum Supernova enthalten und wurde so zu Yonezus erstem Lied, welches auf einem Album erschien. Im Januar 2010 war Yonezus Stück Musunde Hiraite Rasetsu to Mukuro auf der Exit-Tunes-Kompilation Vocalolegend feat. Hatsune Miku zu finden, welches eine Top-10-Platzierungen in den heimischen Oricon-Charts erreichen konnte. Außerdem veröffentlichte Yonezu im Jahr 2010 unter seinem Pseudonym Hachi zwei Alben im Eigenverlag: Hanataba to Suisō im Februar und Official Orange im November. Mehrere Songs Yonezus auf Nico Nico Douga wurden mehr als eine Million Mal aufgerufen. Sein Lied Matryoshka erreichte zwischenzeitlich die Marke von fünf Millionen Aufrufen. Im April des Jahres 2010 schloss sich Yonezu dem Dōjin-Zirkel Minakata Kenkyūjo an, welcher seit November des Vorjahres mit ihm zusammengearbeitet hatte.
Die Band Late Rabbit Edda, welcher er 2006 mit einem Schulfreund gründete und zwischenzeitlich ihren Bandnamen änderten, verließ er aufgrund der Tatsache, dass er sich unter anderen Menschen unwohl fühlte. Im März des Jahres 2011 gründete Yonezu mit anderen Musikern das Independent-Label Balloom um Internet-Musikern eine Plattform zu bieten und deren Möglichkeiten zu erweitern. Sein Debütalbum, Diorama, welches am 16. Mai 2012 unter seinem richtigen Namen veröffentlicht wurde, erschien ebenfalls bei Balloom. Es erreichte mit ca. 25.000 verkauften Tonträgern innerhalb der ersten Verkaufswoche auf Anhieb Platz sechs der heimischen Oricon-Albumcharts. Das Album wurde bei den CD Shop Awards, die im Jahr 2013 zum fünften Mal vergeben wurden, für den Grand Prix nominiert und damit mit dem Finalist Award ausgezeichnet.

### Major-Debüt und Durchbruch
Kenshi Yonezu unterschrieb einen Plattenvertrag bei Universal Sigma und veröffentlichte mit Santa Maria im Mai des Jahres 2013 seine Major-Debütsingle. Im Oktober des gleichen Jahres veröffentlichte Yonezu mit Donut Hole sein erstes Vocaloid-Lied als Hachi nach knapp zweieinhalb Jahren. Hierfür nutzte er eine Liveband und die Gesangsstimme Gumi.
Sein Majordebütalbum Yankee – insgesamt sein viertes Album – erschien am 23. April 2014. Es erreichte Platz zwei der japanischen Albumcharts und wurde zwischenzeitlich von der Recording Industry Association of Japan mit Platin ausgezeichnet. Es war eines von zehn Werken, welche eine Nominierung für den Grand Prix der siebten CD Shop Awards erhielten. Sein erstes Konzert überhaupt spielte Kenshi Yonezu am 27. Juni 2014. Yonezu schrieb das Lied Eine Kleine für eine kommerzielle Zusammenarbeit mit der Tokyo Metro.
Mit seinen Alben Bremen und Bootleg, welche 2015 bzw. 2017 erschienen und jeweils Platz eins der heimischen Charts erreichen konnten, konnte Yonezu einen weiteren Anstieg seiner Bekanntheit verzeichnen. So wurde Bootleg bei den Japan Record Awards als Album des Jahres ausgezeichnet, während Yonezu selbst mit einem Spezialpreis bedacht wurde. Erstmals gewann Yonezu mit Bootleg erstmals den Großen Preis der CD Shop Awards.
Das Lied Peace Sign, welches als Vorspannmusik zur zweiten Staffel der Anime-Fernsehserie My Hero Academia genutzt wurde, erhielt eine Auszeichnung bei den zweiten Crunchyroll Anime Awards, wo es als bester Vorspann gewählt wurde. Am 31. Dezember 2018 trat Yonezu erstmals auf dem Kōhaku Uta Gassen, wo er das Lied Lemon spielte. Auch die Lieder Uchiage Hanabie und Paprika, welche beide von Yonezu produziert wurden, wurden auf dem Event vorgetragen.
Für Masaki Suda schrieb Yonezu das Lied Machigaisagashi, dessen Musikvideo später bei den MTV Video Music Awards Japan als Best Pop Music Video ausgezeichnet wurde. Sein geschriebenes Lied Paprika wurde bei den Japan Record Awards mit dem Großen Preis bedacht, während Yonezu selbst erneut den Spezialpreis erhielt. Für die Boygroup Arashi war Yonezu einer der Liedtexter für das Stück Kite, welches der Fernsehsender NHK während der Olympischen Sommerspiele in Tokio nutzte.
Am 7. August 2020 sang Yonezu während des Party Royale von Fortnite Lieder aus seinem Album Stray Sheep, welches zwei Tage zuvor veröffentlicht wurde. Das Album, Yonezus dritte Nummer-eins in Folge, verkaufte sich binnen zehn Tagen eine Million Mal alleine in Japan, womit das Album von Recording Industry Association of Japan mit Diamant bedacht wurde. Weltweit konnte sich das Album etwa zwei Millionen Mal verkaufen. Bei den Billboard Japan Music Awards wurde Stray Sheep als Album des Jahres ausgezeichnet.
Im Jahr 2022 veröffentlichte Kenshi Yonezu das Lied Kick Back, welches im Vorspann der Anime-Fernsehserie Chainsaw Man zu hören ist. Es wurde im November des Folgejahres von der Recording Industry Association of America als erstes japanischsprachiges Lied überhaupt in den Vereinigten Staaten mit einer Goldenen Schallplatte ausgezeichnet. Yonezu sang mit Spinning Globe die Vorspannmusik zu Hayao Miyazakis Anime-Film Der Junge und der Reiher. Im August 2024 erschien das Studioalbum Lost Corner, dass innerhalb einer Woche rund 377.000 Tonträger absetzen und die Chartspitze in Japan erreichen konnte. Bereits am ersten Tag nach der Albumveröffentlichung wurden etwas mehr als 250.000 Verkäufe verzeichnet.
Zwischen Januar und April 2025 tourt Yonezu durch Japan und gibt im Rahmen der „Junk World Tour“ erstmals internationale Konzerte in der Volksrepublik China, auf Taiwan, in Südkorea, Frankreich, im Vereinigten Königreich sowie in den Vereinigten Staaten. Das am 27. Januar 2025 auf digitaler Ebene veröffentlichte Lied Bow and Arrow ist in der Vorspannsequenz der Anime-Produktion zum Sport-Manga Medalist zu hören. Kenshi Yonezu und die japanische Musikerin Hikaru Utada gingen eine musikalische Zusammenarbeit ein. Aus dieser Kooperation ging das Lied Jane Doe hervor, welches für die Abspannsequenz des Animefilms Chainsaw Man – The Movie: Reze Arc genutzt wird. Eine Doppel-A-Single mit dem Stück Iris Out, dem Titellied des gleichen Films, wurde für den 24. September 2025 angekündigt.

## Künstlerisches Schaffen
Kenshi Yonezu schreibt und komponiert seine Musik selbst. Auf seinem Debütalbum Diorama aus dem Jahr 2012 arrangierte, programmierte, mischte und spielte alle Instrumente selbst ein. Nachdem er zu Universal wechselte, begann Yonezu mit einer Begleitband zu arbeiten. Als musikalische Einflüsse nennt Yonezu Gruppen wie Radwimps, Bump of Chicken und Asian Kung-Fu Generation, während er lyrische Inspiration von Werken japanischen Autoren wie Kenji Miyazawa oder Yukio Mishima bezieht. Als Illustrator bezieht Yonezu Inspiration aus Werken von Edward Gorey.
Für gewöhnlich komponiert Yonezu seine Lieder für die Gitarre, gelegentlich nutzt er aber auch ein Schlagzeug um eine passende Melodie für ein Lied zu erarbeiten. Yonezu trennt seine musikalischen Karrieren: So veröffentlicht er seine Vocaloid-Lieder unter seinem Pseudonym Hachi, während er selbst eingespielte Musik mit eingesungener Stimme unter seinem eigenen Namen herausbringt. Er beschreibt, dass die Lieder, die er als Hachi veröffentlicht, speziell für die Nico-Nico-Gemeinschaft seien während er zu den veröffentlichten Liedern unter seinem bürgerlichen Namen keine derartig enge Beziehung fühlt. Für das Erarbeiten der Musik verwendet Yonezu die Software Cakewalk Sonar. Als er anfing Vocaloid-Musik zu produzieren, verwendete er die Software Vocaloid 2 und die Stimmdatenbank Hatsune Miku. Ab 2010 verwendete er zusätzlich die Stimmdatenbanken Megurine Luka und Gumi, wobei sein erstes Vocaloid-Album gänzlich auf Hatsune Mikus Stimme zurückgriff. Auf seinem zweiten Vocaloid-Album sind die Stimmen von Megurine Luka und Gumi zu hören.
Als Musikproduzent arbeitete Kenshi Yonezu mit verschiedenen Musikern zusammen. Das erste Lied, welches er produzierte, war das im Jahr 2010 veröffentlichte Nilgiri des Internetmusikers Lasah. Er komponierte und produzierte das Stück Escape Game von LiSA, welches auf ihrer EP Letters to U erschien.
Er illustrierte alle seine frühen Videos, die auf Nico Nico hochgeladen wurden, selbst. Hierfür nutzte er einen Scanner oder ein Tablet. Im Alter von 10 Jahren veröffentlichte er Flash-Animationen, die er zu Liedern von Bump of Chicken erstellt hatte, im Internet. Auch auf seinem ersten Album illustrierte er sämtliche Musikvideos und das Albumcover selbst, wobei er dabei Unterstützung der Gruppe Minakata Kenkyūjo erhielt, welcher er angehörte. Seine veröffentlichten Alben unter Universal beinhalteten ebenfalls Artworks, die er erstellt hat. Yonezu verwendet überwiegend die Software Adobe Photoshop Elements, Adobe After Effects sowie Corel Painter Essentials für Animationen. Seine Illustrationen erhielten im japanischen Musikmagazin Rockin’On eine eigene Rubrik, die im August des Jahres 2013 startete. Diese heißt aijū Zukan (かいじゅうずかん) und zeigt fiktive Kreaturen, die Yonezu entworfen hat.

## Diskografie

### Alben
| Jahr                          | Titel Musiklabel                           | Höchstplatzierung, Gesamtwochen, AuszeichnungChartsChartplatzierungen (Jahr, Titel, Musiklabel, Platzierungen, Wochen, Auszeichnungen, Anmerkungen) | Anmerkungen                             |
| Jahr                          | Titel Musiklabel                           | JP | Anmerkungen                             |
| ----------------------------- | ------------------------------------------ | --- | --------------------------------------- |
| Vocaloid-Alben als Hachi      |                                            | |                                         |
|                               |                                            | |                                         |
| 2010                          | Hanataba to Suisō Eigenproduktion          | JP70 aJP | Erstveröffentlichung: 7. Februar 2010   |
| 2010                          | Official Orange Eigenproduktion            | JP72 bJP | Erstveröffentlichung: 14. November 2010 |
| Major-Alben als Kenshi Yonezu |                                            | |                                         |
|                               |                                            | |                                         |
| 2012                          | Diorama Balloom                            | JP6 (229 Wo.)JP | Erstveröffentlichung: 16. Mai 2012      |
| 2014                          | Yankee Universal Sigma                     | JP2 Platin · (375 Wo.)JP | Erstveröffentlichung: 23. April 2014    |
| 2015                          | Bremen Universal Sigma                     | JP1 Gold · (251 Wo.)JP | Erstveröffentlichung: 7. Oktober 2015   |
| 2017                          | Bootleg Sony Music Entertainment Japan     | JP1 ×2Doppelplatin + Gold (Digital) · (249 Wo.)JP                                                                                                   | Erstveröffentlichung: 1. November 2017  |
| 2020                          | Stray Sheep Sony Music Entertainment Japan | JP1 Diamant + Gold (Digital) · (259 Wo.)JP | Erstveröffentlichung: 5. August 2020    |
| 2024                          | Lost Corner Sony Music Entertainment Japan | JP1 ×2Doppelplatin · (51 Wo.)JP | Erstveröffentlichung: 21. August 2024   |

### Singles
| Jahr | Titel Album                                                | Höchstplatzierung, Gesamtwochen, AuszeichnungChartplatzierungen (Jahr, Titel, Album, Platzierungen, Wochen, Auszeichnungen, Anmerkungen) | Höchstplatzierung, Gesamtwochen, AuszeichnungChartplatzierungen (Jahr, Titel, Album, Platzierungen, Wochen, Auszeichnungen, Anmerkungen) | Höchstplatzierung, Gesamtwochen, AuszeichnungChartplatzierungen (Jahr, Titel, Album, Platzierungen, Wochen, Auszeichnungen, Anmerkungen) | Anmerkungen                                                                                               | [↑]: gemeinsam behandelt mit vorhergehendem Eintrag; [←]: in beiden Charts platziert |
| Jahr | Titel Album                                                | JP | KR | US | Anmerkungen                                                                                               |                                                                                      |
| --- | ---------------------------------------------------------- | --- | --- | --- | --- | ------------------------------------------------------------------------------------ |
| als Leadmusiker |                                                            | | | | |                                                                                      |
| |                                                            | | | | |                                                                                      |
| 2012 | Go Go Yūreisen Diorama                                     | — | — | — | Erstveröffentlichung: 21. März 2012 Promo-Single                                                          |                                                                                      |
| 2012 | Koi to Byōnetsu Diorama                                    | — | — | — | Erstveröffentlichung: 5. April 2012 Promo-Single                                                          |                                                                                      |
| 2012 | Vivi Diorama                                               | — | — | — | Erstveröffentlichung: 26. April 2012 Promo-Single                                                         |                                                                                      |
| 2013 | Santa Maria Yankee                                         | JP12 (11 Wo.)JP | — | — | Erstveröffentlichung: 29. Mai 2013                                                                        |                                                                                      |
| 2013 | Mad Head Love Yankee                                       | JP11 (10 Wo.)JP | — | — | Erstveröffentlichung: 23. Oktober 2013                                                                    |                                                                                      |
| 2013 | Poppin’ Apathy –[JP: ↑]                                    | JP11 (10 Wo.)JP | — | — | Erstveröffentlichung: 23. Oktober 2013                                                                    |                                                                                      |
| 2014 | Living Dead Youth Yankee                                   | — | — | — | Erstveröffentlichung: 14. März 2014 Promo-Single                                                          |                                                                                      |
| 2014 | Eine Kleine Yankee                                         | JP— ×2Doppelplatin (Digital) + Platin (Streaming)JP                                                                                      | — | — | Erstveröffentlichung: 1. April 2014 Promo-Single                                                          |                                                                                      |
| 2015 | Flowerwall Bremen                                          | JP3 Gold (Digital) · (17 Wo.)JP | — | — | Erstveröffentlichung: 14. Januar 2015                                                                     |                                                                                      |
| 2015 | Unbelievers Bremen                                         | JP4 (11 Wo.)JP | — | — | Erstveröffentlichung: 2. September 2015                                                                   |                                                                                      |
| 2015 | Fluorite Bremen                                            | — | — | — | Erstveröffentlichung: 2015 Promosingle                                                                    |                                                                                      |
| 2015 | Hope Land Bremen                                           | — | — | — | Erstveröffentlichung: 2015 Promosingle                                                                    |                                                                                      |
| 2016 | Loser Bootleg                                              | JP2 (45 Wo.)JP | — | — | Erstveröffentlichung: 28. September 2016 · JP: ×3Dreifachplatin (Digital) +Platin (Streaming)             |                                                                                      |
| 2016 | Number Nine Bootleg[JP: ↑]                                 | JP2 (45 Wo.)JP | — | — | Erstveröffentlichung: 28. September 2016                                                                  |                                                                                      |
| 2017 | Orion Bootleg                                              | JP3 Platin (Digital) · (30 Wo.)JP | — | — | Erstveröffentlichung: 15. Februar 2017 Abspann für March Comes in like a Lion                             |                                                                                      |
| 2017 | Peace Sign Bootleg                                         | JP2 ×3Gold + Dreifachplatin (Digital) · (23 Wo.)JP                                                                                       | — | — | Erstveröffentlichung: 21. Juni 2017 · Vorspann für My Hero Academia (2. Staffel) · JP: Platin (Streaming) |                                                                                      |
| 2017 | Haiiro to Ao Bootleg                                       | JP— ×2Doppelplatin (Digital) + Platin (Streaming)JP                                                                                      | — | — | Erstveröffentlichung: 12. Oktober 2017 Promosingle feat. Masaki Suda                                      |                                                                                      |
| 2018 | Lemon Stray Sheep                                          | JP2 ×2×3Doppelplatin + Dreifachdiamant (Digital) · (178 Wo.)JP                                                                           | KR113 (1 Wo.)KR | — | Erstveröffentlichung: 14. März 2018 · JP: ×3Dreifachplatin (Streaming)                                    |                                                                                      |
| 2018 | Flamingo Stray Sheep                                       | JP1 Platin · (76 Wo.)JP | — | — | Erstveröffentlichung: 31. Oktober 2018 · JP: ×2Doppelplatin (Digital) +Platin (Streaming)                 |                                                                                      |
| 2018 | Teenage Riot Stray Sheep[JP: ↑]                            | JP1 Platin · (76 Wo.)JP | — | — | Erstveröffentlichung: 31. Oktober 2018 · JP: Gold (Digital)                                               |                                                                                      |
| 2019 | Spirits of the Sea Stray Sheep                             | JP— Platin (Digital)JP | — | — | Erstveröffentlichung: 3. Juni 2019 Promosingle                                                            |                                                                                      |
| 2019 | Uma to Shika Stray Sheep                                   | JP2 ×2Doppelplatin + Diamant (Digital) · (53 Wo.)JP                                                                                      | — | — | Erstveröffentlichung: 11. September 2019 · JP: Platin (Streaming)                                         |                                                                                      |
| 2020 | Paprika Stray Sheep                                        | JP— Platin (Digital) + Gold (Streaming)JP                                                                                                | — | — | Erstveröffentlichung: 3. Februar 2020 Promosingle                                                         |                                                                                      |
| 2021 | Pale Blue Lost Corner                                      | JP1 Platin + Gold (Digital) · (59 Wo.)JP                                                                                                 | — | — | Erstveröffentlichung: 16. Juni 2021 · JP: Platin (Streaming)                                              |                                                                                      |
| 2022 | Pop Song Lost Corner                                       | JP— Gold (Digital) + Gold (Streaming)JP                                                                                                  | — | — | Erstveröffentlichung: 2022                                                                                |                                                                                      |
| 2022 | M87 Lost Corner                                            | JP2 Platin + Gold (Digital) · (41 Wo.)JP                                                                                                 | — | — | Erstveröffentlichung: 18. Mai 2022 · JP: Platin (Streaming)                                               |                                                                                      |
| 2022 | Kick Back Lost Corner                                      | JP1 Platin + Platin (Digital) · (86 Wo.)JP                                                                                               | KR118 (14 Wo.)KR | US— GoldUS | Erstveröffentlichung: 23. November 2022 · Vorspann zu Chainsaw Man · JP: ×3Dreifachplatin (Streaming)     |                                                                                      |
| 2023 | Lady Lost Corner                                           | JP— Platin (Streaming)JP | — | — | Erstveröffentlichung: 2023                                                                                |                                                                                      |
| 2023 | Tsuki o Miteita Lost Corner                                | — | — | — | Erstveröffentlichung: 2023                                                                                |                                                                                      |
| 2023 | Spinning Globe Der Junge und der Reiher OST                | JP3 Gold + Gold (Digital) · (39 Wo.)JP                                                                                                   | — | — | Erstveröffentlichung: 26. Juli 2023 · Vorspann zu Der Junge und der Reiher · JP: Gold (Streaming)         |                                                                                      |
| 2024 | Sayonara, Mata Itsuka! (さよーならまたいつか!) Lost Corner | JP— Gold (Digital) + Platin (Streaming)JP                                                                                                | — | — | Erstveröffentlichung: 8. April 2024 Titellied der Asadora-Serie The Tiger and Her Wings                   |                                                                                      |
| 2024 | Mainichi (毎日) Lost Corner                                | — | — | — | Erstveröffentlichung: 27. Mai 2024                                                                        |                                                                                      |
| 2024 | Garakuta (がらくた) Lost Corner                            | JP— Gold (Streaming)JP | — | — | Erstveröffentlichung: 20. August 2024                                                                     |                                                                                      |
| 2024 | Azalea –                                                   | — | — | — | Erstveröffentlichung: 18. November 2024                                                                   |                                                                                      |
| 2025 | Plazma –                                                   | JP1 Platin · (… Wo.)JP | — | — | Erstveröffentlichung: 20. Januar 2025 · JP: Gold (Digital) + Gold (Streaming)                             |                                                                                      |
| 2025 | Bow and Arrow –[JP: ↑]                                     | JP1 Platin · (… Wo.)JP | — | — | Erstveröffentlichung: 27. Januar 2025 · Vorspann zu Medalist · JP: Gold (Streaming)                       |                                                                                      |
| als Gastmusiker |                                                            | | | | |                                                                                      |
| |                                                            | | | | |                                                                                      |
| 2016 | Nanimono Digital Native                                    | JP— Gold (Digital)JP | — | — | Erstveröffentlichung: 5. Oktober 2016 Yasutaka Nakata feat. Kenshi Yonezu                                 |                                                                                      |
| 2017 | Uchiage Hanabi Thank You Blue                              | JP9 ×2Doppelplatin (Digital) + Doppelplatin (Streaming) · (27 Wo.)JP                                                                     | — | — | Erstveröffentlichung: 9. August 2017 Daoko feat. Kenshi Yonezu                                            |                                                                                      |
| Folgende Lieder erschienen nicht als Single, wurden aber durch das Album zu Download und Streaming bereitgestellt und konnten somit eine Auszeichnung für Musikverkäufe erlangen: |                                                            | | | | |                                                                                      |
| |                                                            | | | | |                                                                                      |
| 2014 | Donut Hole (ドーナツホール) Yankee                         | JP— Gold (Digital)JP | — | — | |                                                                                      |
| 2014 | Melancholy Kitchen Yankee                                  | JP— Gold (Streaming)JP | — | — | |                                                                                      |
| 2015 | Metronome (メトロノーム) Bremen                            | JP— Gold (Digital)JP | — | — | |                                                                                      |
| 2017 | Sand Planet (砂の惑星 Suna no Wakusei) Bootleg             | JP— Gold (Digital)JP | — | — | |                                                                                      |
| 2017 | 春雷 Shunrai Bootleg                                       | JP— Gold (Digital) + Gold (Streaming)JP                                                                                                  | — | — | |                                                                                      |
| 2020 | Kanden (感電) Stray Sheep                                  | JP— ×2Doppelplatin (Digital) + Doppelplatin (Streaming)JP                                                                                | — | — | Videoauskopplung: 10. Juli 2020                                                                           |                                                                                      |
| 2020 | Machigai Sagashi (まちがいさがし) Stray Sheep              | JP— Gold (Streaming)JP | — | — | |                                                                                      |
| 2020 | Campanella (カムパネルラ) Stray Sheep                      | JP— Gold (Streaming)JP | — | — | |                                                                                      |
| 2020 | Placebo Stray Sheep                                        | JP— Gold (Streaming)JP | — | — | mit Yōjirō Noda                                                                                           |                                                                                      |
| 2021 | Shinigami (死神) Pale Blue (Single)                        | JP— Gold (Streaming)JP | — | — | |                                                                                      |

### Auszeichnungen für Musikverkäufe
Anmerkung: Auszeichnungen in Ländern aus den Charttabellen bzw. Chartboxen sind in ebendiesen zu finden.
| Land/RegionAuszeichnungen für Musikverkäufe (Land/Region, Auszeichnungen, Verkäufe, Quellen) | Gold       | Platin       | Diamant     | Verkäufe   | Quellen            |
| -------------------------------------------------------------------------------------------- | ---------- | ------------ | ----------- | ---------- | ------------------ |
| Japan (RIAJ)                                                                                 | 30× Gold30 | 54× Platin54 | 5× Diamant5 | 15.550.000 | riaj.or.jp JP2 JP3 |
| Vereinigte Staaten (RIAA)                                                                    | Gold1      | —            | —           | 500.000    | riaa.com           |
| Insgesamt                                                                                    | 31× Gold31 | 54× Platin54 | 5× Diamant5 |            |                    |